# Calypta acerasia
Calypta acerasia är en fjärilsart som beskrevs av Turner 1940. Calypta acerasia ingår i släktet Calypta och familjen plattmalar. Inga underarter finns listade i Catalogue of Life.